# Philip Snyman
Pour les articles homonymes, voir Snyman.

a Compétitions nationales et continentales officielles uniquement.

b Matchs officiels uniquement.
Dernière mise à jour le 13 septembre 2018.
Philip Snyman, né le 26 mars 1987 à Bloemfontein (Afrique du Sud) est un joueur sud-africain de rugby à sept. Il a remporté avec l'équipe d'Afrique du Sud la médaille de bronze du tournoi masculin des Jeux olympiques d'été de 2016 à Rio de Janeiro.